# Малая Нюню
Малая Нюню — река в России, протекает в Бардымском районе Пермского края. Устье реки находится в 62 км по правому берегу реки Тулва. Длина реки составляет 13 км.
Река берёт начало в лесах в южной части Тулвинской возвышенности в 6 км к юго-востоку от райцентра, села Барда. Течёт на юг по всхолмлённой, лесистой, ненаселённой местности. Приток — Олыелга (левый). Впадает в Тулву напротив села Султанай.

## Данные водного реестра
По данным государственного водного реестра России относится к Камскому бассейновому округу, водохозяйственный участок реки — Кама от Камского гидроузла до Воткинского гидроузла, речной подбассейн реки — бассейны притоков Камы до впадения Белой. Речной бассейн реки — Кама.
По данным геоинформационной системы водохозяйственного районирования территории РФ, подготовленной Федеральным агентством водных ресурсов:
- Код водного объекта в государственном водном реестре — 10010101012111100014745
- Код по гидрологической изученности (ГИ) — 111101474
- Код бассейна — 10.01.01.010
- Номер тома по ГИ — 11
- Выпуск по ГИ — 1